# Plasma Thromboplastin Antecedent
Plasma Thromboplastin Antecedent (Faktor XI oder kurz PTA, engl. für Vorgänger des Plasmathromboplastins), auch Rosenthal-Faktor, ist ein an der Blutgerinnung beteiligtes Enzym, genauer eine Serinproteinase. Es wird von der Leber produziert und zirkuliert als Homo-Dimer (über eine Disulfidbrücke miteinander kovalent verbunden) in seiner inaktiven Form. Das Monomer besitzt eine Molekülmasse von 80 kDa. 
Die Konzentration im Plasma beträgt 5 mg/l, seine Halbwertszeit liegt bei etwa 52 Stunden.

## Genetik
Das Gen des Faktor XI liegt beim Menschen auf Chromosom 4, Genlocus q32-35. Es hat eine Länge von 23 kBp und besteht aus 15 Exons.

## Physiologie
PTA wird durch den aktivierten Hageman-Faktor (Faktor XIIa) oder durch Thrombin aktiviert und dann als Faktor XIa bezeichnet. Es gehört zum intrinsischen Pfad der Blutgerinnung, die in Aktion tritt, wenn der Hageman-Faktor und andere Bestandteile auf negativ geladenes Kollagen unter dem Endothel der Gefäßwand trifft.
Faktor XIa aktiviert den Christmas-Faktor (Faktor IX) durch Spaltung einer Arg-Ala- und einer Arg-Val-Peptidbindung zu Faktor IXa. Der (aktivierte) Christmas-Faktor aktiviert dann den Stuart-Prower-Faktor (Faktor X).

## Erkrankungen
Mangel an PTA verursacht die seltene Hämophilie C. Diese tritt gehäuft (8 %) bei den Ashkenasi-Juden auf, während sie in anderen Populationen nur etwa 1 % der Bevölkerung betrifft. Bei dieser Art der Hämophilie sind spontane Blutungen selten, chirurgische Eingriffe können jedoch starken Blutverlust verursachen und bedürfen deswegen besonderer Vorbereitung.
Niedrige PTA-Level können auch bei anderen Erkrankungen, wie zum Beispiel Noonan-Syndrom auftreten.
Erhöhte PTA-Level sollen eine Rolle bei der Verursachung von Thrombosen spielen, es ist jedoch ungewiss, welche Faktoren die erhöhten Level verursachen und wie schwerwiegend die gerinnungsfördernde Wirkung ist.